# Randi Broberg
Randi Broberg (født 1978 i Qeqertarsuaq) er en grønlandsk politiker, sanger og filmproducent. Hun var medlem af Grønlands parlament, Inatsisartut, for Partii Inuit fra 2013 til 2014.
Efter folkeskolen gik Randi Broberg på efterskole i Roskilde i Danmark i 1994. Efter studentereksamen i Aasiaat i 1999 gennemførte hun en uddannelse i kultur- og samfundshistorie ved Grønlands Universitet i 2003. Fra 2003 arbejdede hun som freelancer på KNR, hvor hun lavede kulturprogrammer. Hun gik på den Den Europæiske Filmhøjskole i Ebeltoft i 2024. I 2005 begyndte hun at studere dokumentarfilmproduktion på Den Danske Filmskole i København. Fra 1998 til 2010 var Randi Broberg sanger i bandet Liima Inui (de).
I 2013 var hun med til at stifte Partii Inuit og blev partiets 2. næstformand. Ved parlamentsvalget samme år fik hun en plads i Grønlands parlament, Inatsisartut. Ved parlamentsvalget året efter var partiet ikke i stand til at opnå repræsentation i parlamentet og blev til sidst opløst.